# 1531 az irodalomban
Az 1531. év az irodalomban.

## Új művek
- Andrea Alciato itáliai jogtudós, író emblémagyűjteménye: Emblemata.

## Születések
- június 1. – Zsámboky János költő, történetíró, a magyar humanizmus kiemelkedő alakja († 1584)
- 1528 vagy 1531 – Henri Estienne francia költő, filológus, humanista, tipográfus, az Estienne nyomdász dinasztia tagja († 1598)

## Halálozások
- október 11. – Ulrich Zwingli svájci teológus, reformátor, író, a református egyház egyik alapítója (* 1484)